# Abingdon (motorfiets)
Abingdon is een historisch Brits motorfietsmerk, dat ook onder de namen AKD en Speedwell werd geproduceerd. In 2015 bestond het bedrijf nog steeds als fabrikant van gereedschappen (King Dick Tools).
De bedrijfsnaam was Coxeter & Sons, Abingdon, Berkshire, later Abingdon Ecco Ltd., Birmingham

## Geschiedenis
Coxeter & Sons maakte vanaf 1856 gereedschappen die onder de naam "King Dick" verkocht werden.

### King Dick en Abingdon motorfietsen
Vanaf 1905 produceerde men onder de naam "King Dick" motorfietsen en tricycles met 2- tot 3½ pk inbouwmotoren van MMC-, Fafnir- en Minerva. De bedrijfsnaam was toen Abingdon Ecco Ltd. In 1905 en 1906 leverde men ook een 5 pk tricar. De Kerry-motorfietsen (die deels ook bij Abingdon werden gemaakt) werden op de thuismarkt ook als Kerry-Abingdon verkocht. Rond die tijd werd de merknaam van de motorfietsen "Abingdon". In 1908 verhuisde het bedrijf naar Kings Road in Tyseley in het zuidelijk deel van Birmingham. Vanaf 1910 maakte men ook eigen 3½ pk 350 cc eencilinders en 5- en 6 pk 750 cc tweecilinder V-twins met riemaandrijving en een drieversnellingsnaaf in het achterwiel, maar later ging men de motoren toch weer betrekken van andere merken. Na de Eerste Wereldoorlog volgden 350-, 500- en 800 cc-modellen. Alleen in 1922 was er een 4¼ pk eencilinder.

### Abingdon King Dick
In 1925 verdwenen alle bestaande modellen, maar al snel ging men weer een 175 cc kopklepper maken die van 1927 tot 1933 in productie bleef. De merknaam was nu AKD (Abingdon King Dick). Men ging nu ook inbouwmotoren aan andere merken leveren. In 1928 bracht AKD zes nieuwe modellen uit, die allemaal de 175 cc kopklepmotor en drie versnellingen hadden. In 1929 kwam er een 150 cc model waaruit meerdere modellen voortvloeiden. Men introduceerde ook zadeltanks. In 1930 ging men ook 250 cc motorfietsen maken, maar het 150 cc model verdween weer, om in 1931 terug te komen, maar nu met een hellende (sloper) cilinder. In 1932 werd de productie van motorfietsen definitief beëindigd en ging het bedrijf uitsluitend nog gereedschappen maken.

### Speedwell
De machines van Abingdon waren populair in de koloniën. In Australië werden ze onder de naam "Speedwell" geïmporteerd.

### King Dick
| King Dick, de hond van Jacob Lamphier |

Volgens sommige bronnen zou de hond King Dick eigendom van de eigenaar van Abingdon zijn geweest, volgens andere een hond uit de stad die een hondenkampioenschap gewonnen had. Vast staat dat Jacob Lamphier uit Soho Street in Birmingham in 1864 de eerste prijs won in de Agricultural Hall (tegenwoordig het Business Design Centre) in Londen. Zijn hond heette "King Dick" en was in 1858 geboren. Lamphier was de initiatiefnemer van de "Bulldog Breed Standard", een beschrijving van eisen waaraan de perfecte buldog moest voldoen. Deze standaard is ook wel bekend als de "Philo-Kuon Standard". Dat was de naam van de hond die volgens Lamphier perfect aan de eisen voldeed.